# Фессалийские походы Филиппа II
Фессалийские походы 358—344 до н. э. — военные кампании Филиппа II в Фессалии, закончившиеся подчинением этой области Македонскому царству.

## Предыстория
После убийства тирана Фер и тага Фессалийского союза Ясона в 370 году до н. э. Фессалия оказалась разделённой на две враждающие части. Между тиранами Фер и объединением фессалийских полисов Тиран Фер во главе с Ларисой, власть в которой принадлежала олигархический клану Алевадов. Война между Ферами и Фессалийским союзом проходила с переменным успехом и привела к вовлечению в фессалийский конфликт других держав, в том числе и Македонии. В 369 году до н. э. царь Македонии Александр II по приглашению Алевадов занял Ларису и Краннон, после чего поставил в них гарнизоны, отказавшись передавать их фессалийцам и вернулся домой. На этом фоне Алевады обратились за помощью к фиванцам. Беотийское войско под командованием Пелопида изгнало македонские гарнизоны из фессалийских городов.
В 358 году до н. э. в Ферах произошла очередная смена власти. Тиран Фер Александр был убит и новыми тиранами-соправителями стали Тисифон и Ликофрон II. После захвата власти Тисифон и Ликофрон начали наступление на свободные фессалийские города, после чего Алевады обратились к царю Македонии Филиппу II.

## Поход 358 до н.э.
Осенью 358 до н. э. Филипп вступил в Фессалию. К этому походу его побудили две основные причины. Во-первых: союз с Лариссой и Фессалийским союзом мог предоставить в его распоряжение сильнейшую в Греции фессалийскую конницу, во-вторых: из Северной Фессалии в Македонию вели горные перевалы, которыми могли бы воспользоваться его враги для вторжения (как это уже делали фиванцы и планировал сделать Ясон Ферский), а следовательно, нужно было оставить эти проходы под контролем друзей, а не врагов.
Македоняне под командованием Филиппа II, разбили войско Тисифона и Ликофрона, заставив их прекратить экспансию в Фессалию. Союз между Фессалийским союзом и Македонией был подкреплён династическим браком Филиппа II с аристократкой из рода Алевадов Филинной. Возможно, вместе с Филинной Филипп II получил гражданство главного фессалийского города Ларисы, что впоследствии поволило ему стать «архонтом» Фессалийского союза.

## Походы 354—352 годов до н. э.
Следующий этап вмешательства Филиппа в фессалийские дела был связан с начавшейся незадолго до этого Третьей Священной войной. Фессалийский союз выступал в ней в числе противников фокидян, и те, как полагают, заключили союз с ферскими тиранами, предоставив последним крупные субсидии для ведения войны. Тираны Ликофрон и Пифолай, навербовав на эти деньги дополнительные отряды наёмников, выступили против Лариссы.
Алевады в очередной раз обратились за помощью к Македонии. Детали этой кампании известны плохо, но полагают, что, вступив в Фессалию, Филипп соединился с фессалийскими войсками и подступил к Ферам. Возможно, македоняне уже тогда взяли Пагасы — порт, принадлежавший Ферам. Тираны просили помощи у стратега-автократора Фокидского союза Ономарха, воевавшего в этот момент в Беотии. Ономарх послал им на помощь 7-тысячный отряд под командованием своего брата Фаилла, но тот был разгромлен Филиппом.
Реконструкция дальнейших событий носит, во многом, предположительный характер. Диодор Сицилийский писал, что Ономарх привёл в Фессалию всё своё войско, чем обеспечил себе численное преимущество. В двух сражениях он победил Филиппа II и «убил многих македонян», из-за чего македонские воины упали духом и в их рядах началось массовое дезертирство. Филипп II с трудом собрал свои разрозненные силы и отвёл в Македонию. Детали одного из сражений привёл в своей стратегеме Полиэн. По версии данного античного автора, Ономарх расположил на холме камнемётные орудия и, с помощью манёвра притворного отступления, заманил войско македонян в ловушку. Применение незнакомых македонянам камнемётных орудий деморализовало их, а последующее введение в бой резервов чуть не привело к окружению и полному уничтожению македонского войска. Филипп II смог вывести костяк своих сил, после чего отступил в Македонии, где начал готовиться к реваншу.
В то время как Ономарх завоёвывал Беотию Филипп в 353 или 352 году до н. э. снова вторгся в Фессалию, объединил свои силы с войсками Лариссы и других городов, после чего направился к портовому полису Пагасам. Как и за год до этого ферские тираны обратились за помощью к Ономарху, и тот был вынужден прервать удачный поход в Беотию и двинулся на север. Предположительно, он рассчитывал соединить своё войско с силами Ликофрона и, возможно, афинянами, чья эскадра под командованием Хареса находилась неподалёку.
Чтобы не допустить соединения Ономарха с его ферскими союзниками, Филипп спешно занял позицию на полпути между Фермопильским проходом и Ферами на так называемом Крокусовом поле — обширной равнине на побережье Пагасийского залива между Фтиотийскими Фивами и Алосом.
Согласно Диодору Сицилийскому, союзное македоно-фессалийское войско состояло из более чем 20 тысяч пеших воинов и трёх тысяч всадников. Македонский компонент, предположительно, не превышал 15 тысяч. Большая его часть была представлена новобранцами. Македоняне вывели в бой практически всё своё войско, которое состояло из тяжеловооружённой фаланги, лёгкой пехоты и всадников. Силы фессалийцев были представлены преимущественно конницей и дротикометателями-пельтастами. Хоть всаднический контингент под командованием Филиппа II и был смешанным, его отличала высокая боеспособность, так как в него входили элитные македонские гетайры и сходная по вооружению фессалийская конница. Согласно Юстину, Филипп II приказал своим воинам одеть лавровые венки, тем самым подчёркивая, что они сражаются против святотатцев одного из главных святилищ Аполлона Дельф, находясь под покровительством божества.
Войско Ономарха состояло из 20 тысяч пеших воинов, преимущественно тяжёловооружённых гоплитов, и 500 всадников. В его составе находились как фокидяне, так и многочисленный контингент наёмников, которые составляли по одной версии значительную, по другой — основную часть войска. При сопоставлении сил сторон обращает на себя внимание шестикратное преобладание конницы в союзном македоно-фессалийском войске. Возможно, Ономарх надеялся на пополнение со стороны ферских тиранов и/или афинян, однако быстрота манёвров Филиппа II не дала ему возможности реализовать первоначальный план.
Ономарх расположил наиболее боеспособную часть своего войска — тяжёловооружённых гоплитов — на правом, прибрежном, фланге. Он рассчитывал опрокинуть фалангу македонян. Как верно отметил Ономарх, береговая полоса защищала фланг от обхода кавалерией. На левом фланге, которым командовал Фаилл, он разместил всю свою немногочисленную конницу. По тактической задумке военачальника, левый фланг должен был играть второстепенную функцию, сковав конницу противника, пока его пехота будет теснить прибрежный фланг македонян.
На прибрежном фланге развернулся упорный бой «в правильных порядках». В это же время на противоположном фланге ситуация развивалась согласно первоначальным планам Филиппа II, которые учитывали превосходство в численности и боеспособности конницы в сражении на равнине. После рассеивания отряда фокидских всадников на левом фланге македоняне и фессалийцы ударили в тыл и фланг строя фокидян. Они были вынуждены отступать к побережью, что закономерно нарушило строй фаланги и привело вначале к сумятице, а затем и коллапсу всей линии войска Ономарха. Основные его силы были прижаты к берегу и перебиты.

## Господство Филиппа в Фессалии
Ближайшим результатом битвы на Крокусовом поле стала капитуляция Фер. Тираны Ликофрон и Пифолай сдали город в обмен на право свободного прохода. Таким образом завершилась длившаяся около 50 лет тирания в Ферах. Решив основные внешнеполитические проблемы Фессалийского союза, Филипп II стал его новым пожизненным архонтом. Это не только привело к контролю региона, но и позволило македонскому царю использовать знаменитую фессалийскую конницу в своих последующих военных кампаниях.
Кроме военных отрядов Филипп II также стал получать налоги с фессалийских портов и рынков. Также в некоторых городах Фессалии были размещены македонские гарнизоны. Так гавань Фер — Пагасы — осталась владением македонского царя, а кроме того, македоняне взяли под контроль районы на севере Фессалии — Перребию и Магнесию; через первую проходили пути в Южную Македонию, и раньше она подчинялась Лариссе, вторая располагалась между стратегически важным Темпейским ущельем и берегом моря. Из всех городов Фессалии неподконтрольным Филиппу II остался только Алос, который сохранил независимость при поддержке афинского флота и поддерживал Фокидский союз вплоть до Филократова мира в 346 году до н. э.
Одержав эти победы, Филипп занял главенствующее положение в Фессалийском союзе. Возможно, что именно тогда он был избран пожизненным архонтом этого объединения. С Ферами был заключён договор, для закрепления которого Филипп женился на племяннице Ясона Ферского Никесиполиде (это была его 5-я жена). Дочь от этого брака была названа Фессалоникой («Фессалийской победой»). Впоследствии она стала женой Кассандра, который назвал в её честь основанный им большой город — Фессалонику.

## Поход 349 до н.э.
Несколько лет в Фессалии сохранялось спокойствие, однако, жители Фер были недовольны утратой Пагас и ростом македонского влияния вообще, а потому с началом Олинфской войны снова выступили против Македонии. Они потребовали вернуть им Пагасы, заставили македонян прекратить строительство укреплений в Магнесии, а также отказалось платить налоги. Возможно, что в Феры вернулся Пифолай, последний оставшийся к тому времени в живых ферский тиран (об этом пишет Диодор, однако по мнению Э. Д. Фролова это сообщение ошибкой). Филипп, опасавшийся возобновления союза между Ферами и Афинами, был вынужден уйти из под Олинфа и двинуться в Фессалию. Там он быстро навел порядок и в следующем году смог возобновить войну на Халкидике.

## Окончательное подчинение Фессалии
После заключения Филократова мира и прекращения афинской помощи Алосу Филипп II передал этот город под власть его старинных врагов — жителей Фарсала, а те продали в рабство все население. Таким образом македонский царь в очередной раз совершил расправу чужими руками.
Через некоторое время в Фессалии вновь началось брожение, причём на этот раз восстали не только Феры, но даже прежде лояльная Лариса, где один из Алевадов по имени Сим даже начал чеканить монету со своим именем. В других городах также произошли перевороты и при помощи наёмников к власти пришли правители, враждебные Македонии.
Филипп не стал этого терпеть. Летом 344 до н. э. он вторгся в Фессалию, изгнал Алевадов из Лариссы и захватил Феры. Отныне он не считал нужным церемониться, и поставил македонские гарнизоны в Ферах и ряде других городов. Во всех фессалийских городах власть была передана олигархическим советам десяти (декадархиям).
Для упрочения македонского режима была восстановлена старая система тетрархии. Каждая из четырёх племенных областей Фессалии: Фессалиотида, Пеласгиотида, Гистиеотида и Фтиотида ставилась под управление начальника, назначенного царем и подчинённого только ему. Полисы формально не были лишены самоуправления, но поставлены под контроль тетрархов, что вкупе с размещением македонских гарнизонов должно было удержать страну в покорности. Фессалийские города перестали чеканить собственную монету, перейдя на македонскую (хотя для Лариссы, вероятно, на некоторое время было сделано исключение).
Относительным плюсом можно считать прекращение, благодаря македонской оккупации, внутренних раздоров и гражданских войн, сотрясавших Фессалию несколько десятилетий. Демосфен прямо обвинял фессалийцев, подчинившихся Филиппу, в предательстве греческих идеалов свободы и демократии (что было некоторым преувеличением, так как демократия в Фессалии с её олигархиями и тираниями отсутствовала и до этого).